# En Vy över ett Hav
En Vy över ett Hav är det finlandssvenska bandet 1G3Bs femte studioalbum. Albumet finns gratis att ladda ner på deras hemsida och släpptes 2011.

## Låtlista[2]
1. The Hill of Doom
2. Madonnan i Vassen
3. Sprechen sie Deutsch
4. In the Name of Love
5. Boltin å Kanoonin
6. Dragster 7000
7. Testamente